# أشرف أباظة
أشرف شريف مجيد أباظة هو ممثل أردني من أصل شركسي.

## أهم أعماله
- شمس الأغوار بدور ضابط الشرطة
- العلم نور بدور المعلم
- شارك بدور في مسلسل آخر الفرسان
- في أيد أمينة
- الشراكسة صدر في 21 أبريل 2010 [1]